# Městský fotbalový stadion v Kotlině
Městský stadion v Kotlině je fotbalový stadion ve Varnsdorfu, domovský stadion fotbalového klubu FK Varnsdorf. Stadion má kapacitu 5 000 míst, z toho je 900 míst pro sedící diváky.